# Ґ
La Ґ, minuscolo ґ, chiamata ghe capovolta, è una lettera dell'alfabeto cirillico. Riproduce il suono della consonante occlusiva velare sonora IPA /ɡ/, come la G dura italiana. Originariamente parte delle versioni ucraine e bielorusse dell'alfabeto cirillico, la loro funzione venne rimpiazzata dalla lettera Г nell'Unione Sovietica dopo il 1933. In ucraino, gli emigranti della diaspora hanno continuato ad usarla, ed è stata reintrodotta in Ucraina dopo l'indipendenza nel 1991. La reintroduzione di Ґ nel bielorusso è stata proposta da alcuni linguisti.